# Podróż apostolska Jana Pawła II do Szwajcarii (1982)
14. podróż apostolska Jana Pawła II odbyła się w dniu 15 czerwca 1982 roku. Papież odwiedził Szwajcarię.
Głównym celem pielgrzymki był udział w 68. konferencji Międzynarodowej Organizacji Pracy, w której Jan Paweł II wziął udział na zaproszenie dyrektora generalnego Międzynarodowego Biura Pracy Francisa Blancharda. Pierwotnym terminem pielgrzymki był rok 1981, 90. rocznica encykliki papieża Leona XIII Rerum novarum, jednak została ona wtedy uniemożliwiona przez zamach na papieża. W przemówieniu wygłoszonym na konferencji papież podkreślił znaczenie godności pracy ludzkiej, jej związek z godnością ludzką i wskazywał na problematykę szeroko rozumianej solidarności ludzi pracy.

## Przebieg pielgrzymki
Przebieg 11 godzinnej pielgrzymki był następujący:
- powitanie na lotnisku w Genewie przez władze Genewy, episkopat Szwajcarii oraz przedstawicieli Szwajcarskiej Rady Związkowej,
- przemówienie na 68. konferencji Międzynarodowej Organizacji Pracy w pałacu Ligi Narodów w obecności ponad 2000 delegatów z 147 krajów,
- spotkanie z przedstawicielami związków zawodowych (w tym Niezależnego Samorządnego Związku Zawodowego „Solidarność”, w tym okresie zdelegalizowanego przez władze PRL w okresie stanu wojennego), reprezentantami pracodawców oraz uczestniczącymi w konferencji delegacjami rządowymi,
- modlitwa w kościele św. Mikołaja z Flüe (patrona Szwajcarii)
- spotkanie ze współpracownikami misji Stolicy Apostolskiej przy Organizacji Narodów Zjednoczonych oraz członkami międzynarodowych organizacji katolickich w parafii św. Mikołaja z Flüe,
- wizyta w siedzibie Międzynarodowego Komitetu Czerwonego Krzyża,
- spotkanie z pracownikami Europejskiej Organizacji Badań Jądrowych CERN,
- msza z udziałem 25 000 osób w Pałacu Wystaw,
- pożegnanie na lotnisku w Genewie.